# Abdalelah Haroun
Abdalelah Haroun Hassan (Arabisch: عبد الإله هارون) (Soedan, 1 januari 1997 – Doha, 26 juni 2021) was een Qatarese 400 meterloper, geboren in Soedan. Hij was Aziatisch indoorrecordhouder op de 400 m en had meerdere Aziatische titels op zijn naam staan. Ook won hij een zilveren medaille op de wereldindoorkampioenschappen van 2016.

## Biografie
Haroun werd geboren in Soedan. Op jonge leeftijd werd hij door Qatar gerekruteerd voor de atletiek. 
In 2014 liep Haroun bij de Doha Meeting, onderdeel van de Diamond League, een tijd van 45,74 s op de 400 m, wat een Aziatisch record voor B-junioren betekende.
In 2015 maakte Haroun zijn indoordebuut bij de Globen Galan in Zweden. Hij deed dit verdienstelijk door de derde juniorentijd ooit te lopen: 45,39. Die tijd was ook een Aziatisch indoorrecord bij zowel de junioren als de senioren. In het outdoorseizoen verbeterde Haroun zich verder: hij liep in april bij de Arabische kampioenschappen naar de overwinning in een nationaal record van 44,68. Anderhalve maand later liep hij dezelfde tijd bij de Aziatische kampioenschappen, wat wederom genoeg was voor de overwinning. Haroun was ook onderdeel van de 4 x 400 meter estafetteploeg bij de Aziatische kampioenschappen. Hij liep samen met de rest van het team een tijd van 3.02,50, wat zowel een nationaal record als een kampioenschapsrecord was.
Haroun liep tijdens de Résisprint International Ahletics Meeting in La Caux-de-Fonds (Zwitserland) zijn snelste 400 m van 2015. Zijn tijd van 44,27 was goed voor een Aziatisch record. Enkele maanden later raakte hij dit record weer kwijt aan Yousef Masrahi.
In het tweede indoorseizoen van Haroun baarde de sprinter opzien door de 500 m tijdens de Globen Galan in een tijd van 59,83 te lopen, wat maar één honderdste van een seconde boven het officieuze wereldrecord was. In 2016 nam Haroun eveneens deel aan de WK indoor in Portland. Hij liep daar naar een verdienstelijke tweede plaats, achter Pavel Maslák, in een tijd van 45,59.
In 2016 won Haroun de 400 m bij de wereldkampioenschappen voor junioren in een tijd van 44,81.
Op 26 juni 2021 meldde de atletiekfederatie van Qatar dat Haroun eerder die dag was omgekomen bij een auto-ongeluk in de hoofdstad Doha.

## Titels
- Aziatisch kampioen 400 m - 2015
- Aziatisch kampioen 4 x 400 m - 2015
- Aziatisch indoorkampioen 400 m - 2016, 2018
- Aziatisch indoorkampioen 4 x 400 m - 2016, 2018
- Arabisch kampioen 400 m - 2015
- Arabisch kampioen 4 x 400 m - 2015
- Wereldjuniorenkampioen 400 m - 2016

## Persoonlijke records
Outdoor
| Onderdeel | Prestatie           | Datum        | Plaats                |
| --------- | ------------------- | ------------ | --------------------- |
| 200 m     | 21,16 s (0,0 m/s)   | 8 april 2018 | São Bernardo do Campo |
| 400 m     | 44,27 s (ex-AR)(NR) | 5 juli 2015  | La Chaux-de-Fonds     |

Indoor
| Onderdeel | Prestatie    | Datum             | Plaats    |
| --------- | ------------ | ----------------- | --------- |
| 400 m     | 45,39 s (AR) | 19 februari 2015  | Stockholm |
| 500 m     | 59,83 s (NR) | 17 februari 2016  | Stockholm |
| 800 m     | 1.56,06 s    | 18 september 2017 | Asjchabad |

## Prestatieontwikkeling
| Jaar | 400 m outdoor | 400 m indoor |
| ---- | ------------- | ------------ |
| 2014 | 45,74 s       |              |
| 2015 | 44,27 s       | 45,39 s      |
| 2016 | 44,81 s       | 45,59 s      |
| 2017 | 44,48 s       | 45,68 s      |

## Palmares

### 400 m
- 2015:  Arabische kamp. - 44,68 s
- 2015:  Aziatische kamp. - 44,68 s
- 2016:  Aziatische indoorkamp. - 45,88 s (CR)
- 2016:  WK indoor - 45,59 s
- 2016:  WK U20 - 44,81 s
- 2016: 7e in ½ fin. OS - 46,66 s
- 2017:  WK - 44,48 s
- 2018:  Aziatische indoorkamp. - 46,37 s
- 2018: DQ WK indoor

### 4 x 400 m
- 2015:  Arabische kamp. - 3.04,93
- 2015:  Aziatische kamp. - 3.02,50 (NR/CR)
- 2016:  Aziatische indoorkamp. - 3.08,20 (NR/CR)
- 2018:  Aziatische indoorkamp. - 3.10,08